# بوب هام
بوب هام (بالإنجليزية: Bob Hamm)‏ هو شاعر أمريكي، ولد في 7 مايو 1934 في واينفيلد في الولايات المتحدة، وتوفي في 22 أبريل 2009.